# レデカード

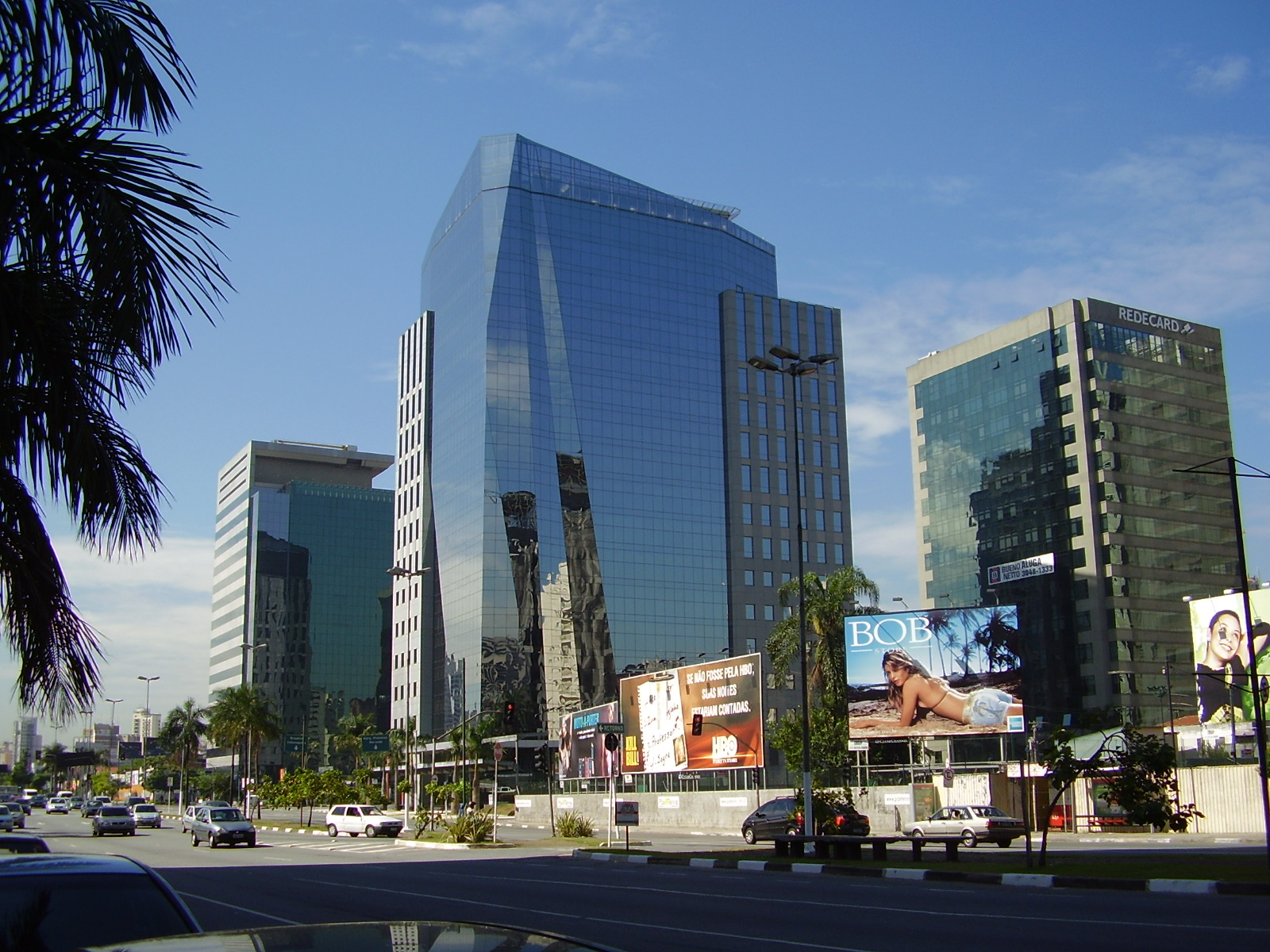
サンパウロのレデカード本社ビル。

レデカードは、ブラジル第2位のクレジット・カード会社である（1位はシエロ）。本社をサンパウロに構えている。
1996年、バンコ・イタウとウニバンコ（現在のイタウ・ウニバンコ）とシティバンク、マスターカードの出資により設立され、数年のうちに、ブラジルを代表する企業へと成長した。
レデカードのサービスは、88.8万台以上のPOSシステムによって、提供されている。